# Іли (Мазовецьке воєводство)
Іли (пол. Iły) — село в Польщі, у гміні Ядув Воломінського повіту Мазовецького воєводства.
Населення — 76 осіб (2011).
У 1975—1998 роках село належало до Седлецького воєводства.

## Демографія
Демографічна структура станом на 31 березня 2011 року:
|          | Загалом | Допрацездатний вік | Працездатний вік | Постпрацездатний вік |
| -------- | ------- | ------------------ | ---------------- | -------------------- |
| Чоловіки | 36      | 7                  | 25               | 4                    |
| Жінки    | 40      | 5                  | 24               | 11                   |
| Разом    | 76      | 12                 | 49               | 15                   |